# Lucia Demetrius
Lucia Demetrius  (Bucarest, 16 de febrero de 1910 -?, 29 de julio de 1992) fue una actriz, traductora y poetisa rumana.
Se inició en la compañía «13+1» junto con George Mihail Zamfirescu y posteriormente se fue a estudiar a París. A su regreso a Rumania ocupó diversos cargos administrativos y durante la guerra trabajó de enfermera. Tras el conflicto dirigió varios teatros en Sibiu, Bacău y Braşov. Tradujo obras de William Shakespeare, Charles Perrault, Gustave Flaubert, Victor Hugo, Honoré de Balzac,  Alejandro Dumas, Ivan Turgenev, Guy de Maupassant, Marcel Achard, Iván Bunin, Julien Green y Louis Bromfield.
Sus memorias, escritas entre los años 70 y 90, fueron publicadas en 2005.

## Obras
- Turneu în provincie (‘Viaje por provincias’, 1946)
- Trei generaţti (‘Tres generaciones’, 1956)
- Oameni şi jivine (‘Hombres i bestias’, 1956)
- Arborele genealogic (‘Árbol genealógico’, 1957)[1]